# 브라운 내각
브라운 내각 (Brown ministry)은 2007년 6월부터 2010년 5월까지 영국의 고든 브라운이 수립한 노동당 내각이다. 브라운 총리는 취임 다음날부터 내각 인선을 발표하였으며, 재키 스미스가 영국 최초의 여성 내무장관에 임명되었다.
2010년 영국 총선에서 과반 달성 정당이 없는 헝 의회로 결과가 나자, 브라운 정부는 신정부 수립을 위한 각 당의 협상과정을 도모하는 과도정부로 기능하였다. 노동당과 자민당 간의 협상이 결렬되고, 보수당-자유민주당 연립내각 출범을 앞두고 있던 2010년 5월 11일 브라운 총리가 사퇴하면서 끝이 났다.

## 역사
토니 블레어 전 총리의 제3대 블레어 내각과 비교했을 때 브라운 총리 본인을 비롯한 17명이 유임되었다.
앨리스터 달링이 고든 브라운을 대신하여 재무장관에 취임하였으며, 달링이 맡던 무역산업장관은 산업혁신규제개혁장관 (Business, Enterprise and Regulatory Reform)이란 이름으로 바뀌어 존 허튼이 임명되었다. 허튼이 맡던 노동장관은 웨일스장관이자 북아일랜드장관을 맡고 있던 피터 헤인이 임명되었으며, 북아일랜드장관에는 숀 우드워드가 임명됐다.
데이비드 밀리밴드 환경장관이 외무장관에 임명되었으며, 힐러리 벤 국제개발장관이 환경장관으로 잠시 임명되었다. 더글라스 알렉산더가 국제개발장관으로 대신 임명, 그가 맡던 교통장관과 스코틀랜드장관은 러스 켈리와 데스 브라운이 각각 임명되었다. 잭 스트로는 최초의 국회의원 출신 법무장관 및 대법관이 되었으며 중대국무공직으로 새로 합류하였다. 당초 부총리나 수석장관으로 임명할 것이란 전망이 제기되었으나, 스트로 본인을 비롯한 그 누구도 해당 직책에 임명되지는 않았다.
서민원 최고원내총무였던 재키 스미스가 최초의 여성 내무장관으로 임명되었으며, 조프 훈 유럽장관이 그 뒤를 이었다. 후임인 짐 머피는 내각직이 주어지지 않았다.

### 내각 출범: 2007년 6월~2008년 1월
2007년 6월 28일부터 2008년 1월 24일까지 유지되었다.
| 내각 인사                              |                          |
| 총리                                   | 고든 브라운 의원         |
| 제1대장경                              | 고든 브라운 의원         |
| 공무장관                               | 고든 브라운 의원         |
| 재무장관                               | 앨리스터 달링 의원       |
| 외무영연방장관                         | 데이비드 밀리밴드 의원   |
| 법무장관                               | 잭 스트로 의원           |
| 대법관                                 | 잭 스트로 의원           |
| 내무장관                               | 재키 스미스 의원         |
| 국방장관                               | 데스 브라운 의원         |
| 스코틀랜드장관                         | 데스 브라운 의원         |
| 보건장관                               | 앨런 존슨 의원           |
| 환경식품농림장관                       | 힐러리 벤 의원           |
| 국제개발장관                           | 더글라스 알렉산더 의원   |
| 사업기업규제개혁장관                   | 존 허튼 의원             |
| 서민원 원내대표                        | 해리엇 하먼 의원         |
| 옥새상서                               | 해리엇 하먼 의원         |
| 여성평등 부장관                        | 해리엇 하먼 의원         |
| 노동연금장관                           | 피터 헤인 의원           |
| 웨일스장관                             | 피터 헤인 의원           |
| 교통장관                               | 러스 켈리 의원           |
| 지역사회지방정부장관                   | 헤이즐 블레어스 의원     |
| 아동학교가족장관                       | 에드 볼스 의원           |
| 내각장관                               | 에드 밀리밴드 의원       |
| 랭커스터 공작령 대법관                 | 에드 밀리밴드 의원       |
| 문화미디어스포츠장관                   | 제임스 퍼넬 의원         |
| 북아일랜드장관                         | 숀 우드워드 의원         |
| 귀족원 원내총무                        | 업홀랜드의 애쉬턴 남작   |
| 추밀원 의장                            | 업홀랜드의 애쉬턴 남작   |
| 대장부 수석장관                        | 앤디 버넘 의원           |
| 혁신대학기술장관                       | 존 데넘 의원             |
| 서민원 수석총무                        | 조프 훈 의원             |
| 대장부 원내장관                        | 조프 훈 의원             |
| 기타 내각회의 참여 인사                |                          |
| 귀족원 수석총무                        | 브루스 그로콧            |
| 명예근위대장                           | 브루스 그로콧            |
| 사법장관                               | 애스달의 스코틀랜드 남작 |
| 아프리카아시아유엔 부장관              | 말로크브라운 경          |
| 주택계획 부장관                        | 이베트 쿠퍼 의원         |
| 올림픽 부장관                          | 테사 조웰 의원           |
| 국고경리감                             | 테사 조웰 의원           |
| 의제에 장관책임 필요 시 내각 참여 인사 |                          |
| 아동청소년가족 부장관                  | 베벌리 휴스 의원         |

### 1차 개각: 2008년 1월~2008년 10월
2008년 1월 24일 개각되었다.
틀:브라운내각2

### 2차 개각: 2008년 10월~2009년 6월
2008년 10월 3일 개각되었다.
틀:브라운내각3

### 3차 개각: 2009년 6월~2010년 5월
2009년 6월 5일 개각되어 2010년 5월 11일까지 유지되었다.
틀:브라운내각4

## 같이 보기
- 고든 브라운 정권
- 2010년 영국 총선